# Thyone herberti
Thyone herberti is een zeekomkommer uit de familie Phyllophoridae.
De wetenschappelijke naam van de soort werd in 1999 gepubliceerd door A.S. Thandar & V. Rajpal.